# De Snoeptrommel
De Snoeptrommel (ook: Koektrommel) is een winkelgebouw in het centrum van Den Haag, gekenmerkt door het kleurgebruik.

## Historie
Tot 1970 bestond deze locatie aan de Dagelijkse Groenmarkt uit een gebogen gevelrij achter het oude stadhuis. Deze panden werden afgebroken en hiervoor in plaats kwam een nieuwe raadzaal met in de kelder het gemeentelijk informatiecentrum. Het in 1972 in gebruik genomen vierkante betonnen gebouw contrasteerde nogal met de historische omgeving en men sprak dan ook wel van een 'betonpuist'. 
In 1995 werd het nieuwe stadhuis aan het Spui in gebruik genomen. Omdat het inclusief raadzaal en infocentrum was, werd de betonpuist overbodig. Hergebruik werd overwogen, maar een passender gebouw kreeg toch de voorkeur. Zo kon ook de oude ronde gevelvorm van de voormalige rooilijn terugkeren. De Britse architect John Outram kreeg de opdracht en in 1998 werd een retro-winkelgebouw opgeleverd. Vooral de kop van het gebouw is opvallend kleurrijk, met zuilen die een rond groen dak ondersteunen. Het groene dak is deels een glazen koepel met glas-in-lood, in ster/bloemvorm.

## Filiaal
In 2009 werd van de Koektrommel een zogenaamd filiaal geopend in Madurodam.